# روشن رحمانی
روشن رحمانی (روشن قهارویچ رحمانوف) — مردم‌شناس، فولکلورشناس، ادبیات‌شناس، روزنامه‌نگار، دکتر علوم زبان و ادبیات (۱۹۹۸)، پروفسور (۲۰۰۲) ازبکستانی است.

## زندگینامه
روشن رحمانی (روشن قهارویچ رحمانوف) در ۲۸ نوامبر ۱۹۵۴ در روستای پسورخی، ناحیهٔ بوی‌سون، جمهوری ازبکستان به دنیا آمده است. پس از فراغت از دانشگاه ملی تاجیکستان در سال ۱۹۷۷، در کمیتهٔ رادیو و تلویزیون جمهوری شوروی سوسیالیستی تاجیکستان (۱۹۷۷) و سپس در دانشگاه ملی تاجیکستان به عنوان لابرانت ارشد (۱۹۷۸–۱۹۸۱) کار کرده است. 
در سال ۱۹۸۱ به دانشگاه کابل به‌عنوان مترجم اعزام شد و تا سال ۱۹۸۵ در دانشگاه کابل افغانستان به عنوان مترجم فعالیت نمود. در افغانستان با همکاری پروفسور جلال‌الدین صدیقی، کتاب «تاجیکان» اثر ب. غفوروف را از الفبای سیریلیک به الفبای فارسی برگرداند. 
از سال ۱۹۸۵ در دانشگاه ملی تاجیکستان به عنوان استاد (۱۹۸۵–۱۹۸۶)، دانشجوی دورهٔ تحصیلات تکمیلی در مؤسسهٔ کشورهای آسیا و آفریقای دانشگاه دولتی مسکو به‌نام م. و. لامانوسف (۱۹۸۶–۱۹۸۹)، پژوهشگر ارشد علمی در دانشگاه ملی تاجیکستان (۱۹۹۰)، استاد ارشد (۱۹۹۱–۱۹۹۳)، دانشیار (۱۹۹۳)، دانشجوی دورهٔ دکترا (۱۹۹۳–۱۹۹۷)، دانشیار بخش نظریه و ادبیات نوین فارسی تاجیکی دانشگاه ملی تاجیکستان (۱۹۹۷–۲۰۰۱)، و پروفسور همین بخش (۲۰۰۱–۲۰۰۹) بوده است. 
از سال ۲۰۰۶ همزمان سردبیر مجلهٔ «پیوند» (نامهٔ انجمن تاجیکان و فارسی‌زبانان جهان — پیوند) می‌باشد. او رئیس پژوهشکدهٔ «مردم‌شناسی» (از ۱۹۹۲)، بنیان‌گذار و سردبیر نخستین مجلهٔ خصوصی فولکلورشناسی «مردم‌گیاه» (از ۱۹۹۳) است.

## جوایز
- در سال ۲۰۰۳ برای کتاب «تاریخ گردآوری، نشر و پژوهش افسانه‌های مردم فارسی‌زبان»، از کشور ایران جایزهٔ بین‌المللی پژوهش سال را دریافت نمود.
- در سال ۲۰۰۸ در دوازدهمین جشنوارهٔ بین‌المللی قصه‌گویی در شهر اصفهان سخنرانی کرده و شایستهٔ دریافت «مدال طلا» گردید.
- خدمات وی شایستهٔ دریافت نشان «دوستی» (۲۰۰۸)، نشان‌های «فرهنگ‌دوست ممتاز تاجیکستان» (۲۰۰۸) و «آموزگار ممتاز تاجیکستان» (۲۰۰۸) شناخته شده‌اند.